# Гродзіськ (Любуське воєводство)
Гродзіськ (пол. Grodzisk) — село в Польщі, у гміні Слонськ Суленцинського повіту Любуського воєводства.
Населення — 102 особи (2011).
У 1975-1998 роках село належало до Гожовського воєводства.

## Демографія
Демографічна структура станом на 31 березня 2011 року:
|          | Загалом | Допрацездатний вік | Працездатний вік | Постпрацездатний вік |
| -------- | ------- | ------------------ | ---------------- | -------------------- |
| Чоловіки | 57      | 12                 | 40               | 5                    |
| Жінки    | 45      | 14                 | 22               | 9                    |
| Разом    | 102     | 26                 | 62               | 14                   |